# Rawanduz
Rawanduz (arab. رواندوز, Rawāndūz; kurd. Rewandiz) – miasto w północnym Iraku, w muhafazie Irbil. Zamieszkane jest głównie przez Kurdów. Liczy około 130 tys. mieszkańców.